# Брукнил (Виргиния)
Брукнил (англ. Brookneal) — город в округе Кэмпбелл  в штате Виргиния США. По данным переписи 2020 года, численность населения составляла 1090 человек.

## Население
| 2010 | 2020  |
| ---- | ----- |
| 1112 | ↘1090 |